# Кудеча
Кудеча́ (рос. Кудеча) — селище у складі Могочинського району Забайкальського краю, Росія. Входить до складу Давендинського міського поселення.

## Населення
Населення — 222 особи (2010; 326 у 2002).
Національний склад (станом на 2002 рік):
- росіяни — 96 %